# Глазырина, Екатерина Ивановна
Екатери́на Ива́новна Глазы́рина (род. 22 апреля 1987, Чайковский, Пермская область) — российская биатлонистка. Мастер спорта России международного класса. Член сборной России по биатлону в 2011—2017 годах, четырехкратная чемпионка России.

## Биография
Екатерина родилась 22 апреля 1987 года в городе Чайковский, Пермской области (ныне — Пермский край). Начала заниматься лыжными гонками в школьном возрасте, а 1997 году перешла в биатлон. В 2005 году переехала из Пермского края в Свердловскую область в поиске более комфортных условий для тренировок. В Екатеринбурге доросла до уровня сборной.
Первый тренер Глазыриной — Непряхин Александр Павлович, личный тренер — Стремоусова Валентина Михайловна.

## Спортивная карьера
Первый её международный старт — первенство Европы 2007 года в болгарском Банско, где в индивидуальной гонке Екатерина заняла 15-е место. Год спустя она также выступила на первенстве Европы в Нове Место, где дважды занимала 5 место. На чемпионате Европы 2010 года в Отепя, уже выступая среди взрослых спортсменок, Екатерина в составе российской команды стала бронзовым призером эстафеты. В течение того же сезона 2009/2010 стартовала в гонках Кубка IBU и показала достойные результаты, один раз поднялась на подиум (серебро в спринте на 8 этапе в Поклюке).

### Юниорские и молодёжные достижения
| Год  | Место проведения        | Возраст | Инд | Спр | Пр | Эст |
| 2007 | ЧЕ Банско               | U21     | 15  |     |    |     |
| 2008 | ЧЕ Нове-Место-на-Мораве | U21     | =12 | 5   | 5  |     |
| 2010 | ЧЕ Отепя                | U26     | 5   | 16  | 10 | 3   |
| 2011 | ЧЕ Валь-Риданна         | U26     | 3   | 5   | 5  | 4   |

### Российские соревнования
В апреле 2009 года на чемпионате России в Увате стала бронзовым призёром в эстафете (Е. Крылаткова, Е. Глазырина, Л. Петрова, Н. Соколова).
В апреле 2011 года стала бронзовым призёром гонки преследования на 10 км и победительницей марафонской гонки на 27 километров в рамках чемпионата России в Увате. В следующем сезоне — дважды попала на пьедестал, став 3-й в индивидуальной гонке и выиграв гонку преследования.
А ещё год спустя, она совершила золотой дубль в Увате, выиграв спринт и гонку преследования.
В марте 2013 года на международном турнире «Открытый кубок России на призы губернатора Тюменской области» в гонке преследования заняла 2-е место.В марте 2019 года Екатерина Ивановна победила в спринтной гонке.

### Сезон 2010/2011
Сезон 2010/2011 начала со стартов на Кубке IBU.
Дебютировала в Кубке мира 4 февраля 2011 года на 7-м этапе в американском Преск-Айле, заняв 39-е место в спринтерской гонке с двумя промахами (4-я среди 6 россиянок), а в гонке преследования поднялась на 14-е место с пятью промахами, показав лучший результат среди россиянок в этой гонке.
На 8-м этапе кубка мира в американском Форт-Кенте, заняла 19-е место в спринте с двумя промахами (2-я среди 6 россиянок), а в гонке преследования поднялась на 9-е место с двумя промахами, показав лучший результат среди россиянок в гонке и свой лучший результат в сезоне 2010/2011, а в масс-старте заняла 15-е место с четырьмя промахами, вновь показав лучший результат среди россиянок.
В феврале 2011 года на чемпионате Европы в Риднауне выиграла бронзу в индивидуальной гонке.
На последнем 9-м этапе кубка мира в норвежском Хольменколлене в спринте заняла 37-е место с тремя промахами (последняя среди россиянок в гонке), а в гонке преследования поднялась на 22-е место с тремя промахами (4-я среди 7 россиянок). В масс-старт не попала.
В итоговом протоколе сезона 2010/2011, Глазырина заняла 44-е место, набрав 132 очка.

### Сезон 2011/2012
Начало сезона 2011/2012 также провела на гонках Кубка IBU, с 5-го этапа начала выступать на Кубке мира. И в первой же своей гонке сезона 2011/2012 Глазырина впервые попала в цветочную церемонию, заняв 6-е место. Это было 11 января 2012 года в индивидуальной гонке в чешском Нове-Место-на-Мораве. В спринте она снова заняла 6-е место с одним промахом (3-я среди 6 россиянок), а гонке преследования она опустилась на 16-е место, допустив четыре промаха (3-я среди 6 россиянок).
На 6-м этапе Кубка мира в итальянском Антхольце в спринте заняла 24-е место, допустив 1 промах (4-я среди 6 россиянок). Участвовав в эстафетной гонке, Екатерина вместе с командой заняла третье место и взошла на свой первый эстафетный подиум.
На 7-м этапе Кубка мира в норвежском Хольменколлене в спринте заняла 39-е место с двумя промахами (4-я среди 6 россиянок), а в гонке преследования поднялась на 32-е место с двумя промахами (4-я среди 4 россиянок). В масс-старте не участвовала.
На последнем 9-м этапе Кубка мира в Ханты-Мансийске в спринте Глазырина заняла 18-е место с двумя промахами (1-я среди 8 россиянок), а в гонке преследования она опустилась на 28-е место с пятью промахами (4-я среди 8 россиянок). В масс-старте заняла 22-е место с пятью промахами, финишировав последней среди россиянок.
В итоговом протоколе сезона Глазырина заняла 38-е место, набрав 184 очка.

### Сезон 2012/2013
Сезон 2012/2013 полноценно провела в составе основной сборной команды и в первой же гонке состоялся первый личный подиум Глазыриной. Это было 28 ноября 2012 года в шведском Остерсунде, где в индивидуальной гонке она заняла 3-е место, отработав без промахов на всех рубежах. В спринте она заняла 26-е место, допустив два промаха (5-я среди 6 россиянок), а в гонке преследования поднялась на 9-е место с одним промахом (2-я среди 5 россиянок).
На 2-м этапе кубка мира в австрийском Хохфильцене в спринте заняла 44-е место с одним промахом (4-я среди 6 россиянок), в гонке преследования поднялась на 22-е место с одним промахом (4-я среди 5 россиянок). В составе женской российской эстафетной команды заняла 3-е место.
На 3-м этапе кубка мира в словенской Поклюке, в спринте заняла 10-е место, не допустив промахов (1-я среди 6 россиянок), в гонке преследования опустилась на 24-е место с пятью промахами, в масс-старте — 15-е место с пятью промахами.
На 4-м этапе кубка мира в немецком Оберхофе в женской эстафете Глазырина заняла вместе с командой 5-е место. В спринте была 37-й с четырьмя промахами, а в гонке преследования поднялась на 24-е место.
На 5-м этапе кубка мира в немецком Рупольдинге в составе российской женской команды Глазырина впервые поднялась на второе место в эстафетной гонке. В спринте заняла 45-е место с двумя промахами (5-я среди 6 россиянок), в масс-старте — 27-е место с четырьмя промахами (4-я среди 5 россиянок).
На 6-м этапе Кубка мира в итальянском Антхольце спринт и гонку преследования Глазырина пропустила. В составе российской женской команды вновь, как и в Рупольдинге, заняла 2-е место в эстафетной гонке.
7-й этап кубка мира в норвежском Хольменколлене Екатерина вместе с основной сборной пропустила, готовясь к следующему этапу.
На 8-м этапе кубка мира в Сочи в индивидуальной гонке Глазырина не стартовала. В спринте она заняла 50-е место с одним промахом (5-я среди 8 россиянок). В эстафетной гонке участия не принимала.
На последнем этапе кубка мира в Ханты-Мансийске в спринте заняла 27-е место с двумя промахами (3-я среди 7 россиянок), а в гонке преследования поднялась на 20-е место (3-я среди 7 россиянок). В масс-старте стала 8-й с одним промахом (2-я из 3-х россиянок).
В общем зачёте по итогам сезона заняла 22 место, заработав 402 очка.

#### Чемпионат мира 2013
- На чемпионате мира в чешском Нове-Место-на-Мораве в спринте заняла 27-е место с двумя промахами (4-я из 4-х россиянок), но в гонке преследования совершила прорыв, финишировав на 5-м месте без единого промаха. В индивидуальной гонке она заняла 7-е место с одним промахом. В эстафетной гонке в составе российской женской команды заняла 4-е место. В масс-старте была 21-й с двумя промахами.

### Сезон 2013/2014
Сезон 2013/2014 начала без особых успехов. На этапе Кубка мира в Антхольце получила травму плеча, из-за которой вынуждена была раньше завершить выступления в сезоне.

### Сезон 2014/2015
В Хохфильцене в гонке преследования 14 декабря 2014 года, стартовав 10-й, финишировала 2-й — впервые за время своих выступлений в Кубке мира. Однако из-за нарушения антидопинговых правил результат Глазыриной был аннулирован, и в марте 2019 года серебро перешло к француженке Анаис Бескон.

### Сезон 2015/2016
Сезон 2015/2016 Екатерина пропустила по семейным обстоятельствам: биатлонистка родила ребенка.

### Сезон 2016/2017
Была включена в состав сборной команды для подготовки к сезону 2016/2017. На чемпионате России по летнему биатлону — первых больших соревнованиях после длительного перерыва — выиграла серебро индивидуальной гонки. На первом этапе Кубка IBU в Бейтоштолене стала третьей в спринте и получила право выступить на этапе Кубка мира в Эстерсунде.
Возвращение в спорт получилось удачным: в первой же своей гонке она заняла 6-е место. Это произошло 30 ноября 2016 года в индивидуальной гонке в Эстерсунде.
Во оставшихся гонках сезона Глазырина показывала результаты в конце третьего десятка и однажды не попала в гонку преследования, заняв 63-е место на третьем этапе Кубка мира в Нове-Место-на-Мораве.
Перед чемпионатом мира 2017 года в Хохфильцене Глазырину отстранили от соревнований из-за подозрения на допинг, а впоследствии дисквалифицировали на два года.

### Сезон 2018/2019
Первым стартом после дисквалификации для Глазыриной стал этап Кубка России в Уфе в феврале 2019 года, где она заняла 10-е место в спринте. А через месяц на Чемпионате России в Тюмени выиграла спринт и стала второй в эстафете, благодаря чему попала в расширенный состав сборной России на следующий сезон
В августе 2019 года Екатерина Глазырина завоевала бронзу в суперспринте и золото в спринте на чемпионате мира по летнему биатлону в Раубичах.

### Сезон 2019/2020
По итогам отборочных гонок сборной России к сезону Глазырина заняла третье место. Однако, она не была включена в состав сборной России на этапы Кубка мира из-за пропусков двух-допинг тестов («два флажка»). Позднее Екатерину включили в состав на этапы Кубка IBU, где она провела весь сезон.

### Отстранения от соревнований

#### Оскорбление в адрес сборной России
20 февраля 2014 года, за день до старта женской эстафеты на Олимпиаде в Сочи, в последний момент из первоначального состава сборной России на гонку (Романова, Зайцева, Глазырина, Вилухина) Глазырина была заменена на Шумилову. Эта замена вызвала бурную реакцию у Глазыриной, которая написала на своей страничке в «ВКонтакте», что это «не команда, а г….».
За такое высказывание Союз биатлонистов России принял решение отстранить спортсменку от участия в соревнованиях до конца сезона.
Позже сама Глазырина принесла извинения за своё высказывание.

#### Допинг
10 февраля 2017 года, за несколько часов до начала женского спринта на чемпионате мира в Хохфильцене, Международный союз биатлонистов (IBU) временно отстранил Глазырину от участия в соревнованиях под эгидой организации на основании доклада Макларена. Спортсменка подозревалась в нарушении антидопинговых правил. 4 мая 2018 года Екатерина Глазырина была признана виновной в нарушении антидопинговых правил и дисквалифицирована на два года, а все её результаты выступлений с 19 декабря 2013 по 10 февраля 2017 года аннулированы.
24 сентября 2020 года Глазырина вновь была отстранена от соревнований в связи с появлением новых данных из Московской антидопинговой лаборатории и доклада Макларена. Решение по спортсменке было принято только в марте 2022 года — все её результаты с 19 сентября по 18 декабря 2013 года были аннулированы

### Завершение карьеры
В августе 2023 года Глазырина объявила о завершении спортивной карьеры.

## Личная жизнь
3 июля 2015 года вышла замуж за Антона Щурбинова, тренера по биатлону. 22 ноября того же года родила сына Антона.

## Сводная статистика
| #  | Дата            | Место       | Вид      | Стрельба | Сек   | Победитель       |
| -- | --------------- | ----------- | -------- | -------- | ----- | ---------------- |
| 1. | 9 января 2013   | Рупольдинг  | Эстафета | 0+0 0+0  | +54,7 | Норвегия         |
| 2. | 20 января 2013  | Антерсельва | Эстафета | 0+1 0+1  | +17,4 | Германия         |
| 3. | 14 декабря 2014 | Хохфильцен  | Преслед. | 1+0+0+0  | +42,3 | Кайса Мякяряйнен |

| #  | Дата           | Место       | Вид          | Стрельба | Сек     | Победитель  |
| -- | -------------- | ----------- | ------------ | -------- | ------- | ----------- |
| 1. | 21 января 2012 | Антерсельва | Эстафета     | 0+2 0+1  | +21,4   | Франция     |
| 2. | 28 ноября 2012 | Эстерсунд   | Индив. гонка | 0+0+0+0  | +2:10,2 | Тура Бергер |
| 3. | 9 декабря 2012 | Хохфильцен  | Эстафета     | 0+0 0+0  | +45,4   | Норвегия    |

| Результат              | Инд | Спр | Пр | МС | Всего | Эст | См | Всего |
| ---------------------- | --- | --- | -- | -- | ----- | --- | -- | ----- |
| 1 место                | 0   | 0   | 0  | 0  | 0     | 0   | 0  | 0     |
| 2 место                | 0   | 0   | 1  | 0  | 1     | 2   | 0  | 3     |
| 3 место                | 1   | 0   | 0  | 0  | 1     | 2   | 0  | 3     |
| Финиш в 10-ке          | 3   | 2   | 3  | 1  | 9     | 6   | 0  | 6     |
| Финиш в очках          | 3   | 12  | 12 | 6  | 33    | 6   | 0  | 6     |
| Вне очков              | 0   | 3   | 0  | 0  | 3     | 0   | 0  | 0     |
| Старты                 | 3   | 15  | 12 | 6  | 36    | 6   | 0  | 6     |
| после сезона 2014/2015 |     |     |    |    |       |     |    |       |

### Результаты выступлений на Кубке мира
| 2016/2017 Итоги | 2016/2017 Итоги | Эстерсунд | Эстерсунд | Эстерсунд | Эстерсунд | Эстерсунд | Поклюка | Поклюка | Поклюка | Нове-Место | Нове-Место | Нове-Место | Оберхоф | Оберхоф | Оберхоф | Рупольдинг | Рупольдинг | Рупольдинг | Антхольц | Антхольц | Антхольц | ЧМ Хохфильцен | ЧМ Хохфильцен | ЧМ Хохфильцен | ЧМ Хохфильцен | ЧМ Хохфильцен | ЧМ Хохфильцен | Пхёнчхан | Пхёнчхан | Пхёнчхан | Контиолахти | Контиолахти | Контиолахти | Контиолахти | Холменколлен | Холменколлен | Холменколлен |
| Очков           | Место           | Сусм      | См        | Инд       | Спр       | Пр        | Спр     | Пр      | Эст     | Спр        | Пр         | МС         | Спр     | Пр      | МС      | Эст        | Спр        | Пр         | Инд      | МС       | Эст      | См            | Спр           | Пр            | Инд           | Эст           | МС            | Спр      | Пр       | Эст      | Спр         | Пр          | Сусм        | См          | Спр          | Пр           | МС           |
| 0               | -               | —         | —         | DSQ       | DSQ       | DSQ       | DSQ     | DSQ     | —       | DSQ        | —          | —          | DSQ     | DSQ     | —       | —          | DSQ        | DSQ        | DSQ      | —        | DSQ      | —             | —             | —             | —             | —             | —             | —        | —        | —        | —           | —           | —           | —           | —            | —            | —            |

| 2014/2015 Итоги | 2014/2015 Итоги | Эстерсунд | Эстерсунд | Эстерсунд | Эстерсунд | Хохфильцен | Хохфильцен | Хохфильцен | Поклюка | Поклюка | Поклюка | Оберхоф | Оберхоф | Оберхоф | Рупольдинг | Рупольдинг | Рупольдинг | Антхольц | Антхольц | Антхольц | Нове Место | Нове Место | Нове Место | Нове Место | Холменколлен | Холменколлен | Холменколлен | ЧМ Контиолахти | ЧМ Контиолахти | ЧМ Контиолахти | ЧМ Контиолахти | ЧМ Контиолахти | ЧМ Контиолахти | Ханты-Мансийск | Ханты-Мансийск | Ханты-Мансийск |
| Очков           | Место           | См        | Инд       | Спр       | Пр        | Спр        | Эст        | Пр         | Спр     | Пр      | МС      | Эст     | Спр     | МС      | Эст        | Спр        | МС         | Спр      | Пр       | Эст      | Сусм       | См         | Спр        | Пр         | Инд          | Спр          | Эст          | См             | Спр            | Пр             | Инд            | Эст            | МС             | Спр            | Пр             | МС             |
| 0               | -               | DSQ       | DSQ       | DSQ       | DSQ       | DSQ        | DSQ        |            | DSQ     | DSQ     | DSQ     | DSQ     | DSQ     | DSQ     | —          | —          | DSQ        | DSQ      | DSQ      | DSQ      | —          | DSQ        | DSQ        | DSQ        | DSQ          | DSQ          | —            | —              | DSQ            | DSQ            | —              | DSQ            | DSQ            | DSQ            | DSQ            | DSQ            |

| 2013/2014 Итоги | 2013/2014 Итоги | Эстерсунд | Эстерсунд | Эстерсунд | Эстерсунд | Хохфильцен | Хохфильцен | Хохфильцен | Анси | Анси | Анси | Оберхоф | Оберхоф | Оберхоф | Рупольдинг | Рупольдинг | Рупольдинг | Антхольц | Антхольц | Антхольц | Зимние Олимпийские Игры (*) | Зимние Олимпийские Игры (*) | Зимние Олимпийские Игры (*) | Зимние Олимпийские Игры (*) | Зимние Олимпийские Игры (*) | Зимние Олимпийские Игры (*) | Поклюка | Поклюка | Поклюка | Контиолахти | Контиолахти | Контиолахти | Холменколлен | Холменколлен | Холменколлен |
| Очков           | Место           | См        | Инд       | Спр       | Пр        | Спр        | Эст        | Пр         | Эст  | Спр  | Пр   | Спр     | Пр      | МС      | Эст        | Инд        | Пр         | Спр      | Пр       | Эст      | Спр                         | Пр                          | Инд                         | МС                          | См                          | Эст                         | Спр     | Пр      | МС      | Спр         | Спр         | Пр          | Спр          | Пр           | МС           |
| 0               | -               | DSQ       | DSQ       | —         | —         | DSQ        | DSQ        | DSQ        | DSQ  | DSQ  | DSQ  | —       | —       | —       | DSQ        | DSQ        | —          | DSQ      | —        | —        | —                           | —                           | DSQ                         | —                           | —                           | —                           | —       | —       | —       | —           | —           | —           | —            | —            | —            |

| 2012/2013 Итоги | 2012/2013 Итоги | Эстерсунд | Эстерсунд | Эстерсунд | Эстерсунд | Хохфильцен | Хохфильцен | Хохфильцен | Поклюка | Поклюка | Поклюка | Оберхоф | Оберхоф | Оберхоф | Рупольдинг | Рупольдинг | Рупольдинг | Антхольц | Антхольц | Антхольц | ЧМ Нове-Место | ЧМ Нове-Место | ЧМ Нове-Место | ЧМ Нове-Место | ЧМ Нове-Место | ЧМ Нове-Место | Хольменколлен | Хольменколлен | Хольменколлен | Сочи | Сочи | Сочи | Ханты-Мансийск | Ханты-Мансийск | Ханты-Мансийск |
| Очков           | Место           | См        | Инд       | Спр       | Пр        | Спр        | Пр         | Эст        | Спр     | Пр      | МС      | Эст     | Спр     | Пр      | Эст        | Спр        | МС         | Спр      | Пр       | Эст      | См            | Спр           | Пр            | Инд           | Эст           | МС            | Спр           | Пр            | МС            | Инд  | Спр  | Эст  | Спр            | Пр             | МС             |
| 402             | 22              | —         | 3         | 26        | 9         | 44         | 22         | 3          | 10      | 24      | 15      | 5       | 37      | 24      | 2          | 45         | 27         | —        | —        | 2        | —             | 27            | 5             | 7             | 4             | 21            | —             | —             | —             | DNS  | 50   | —    | 27             | 20             | 8              |

| 2011/2012 Итоги | 2011/2012 Итоги | Эстерсунд | Эстерсунд | Эстерсунд | Хохфильцен | Хохфильцен | Хохфильцен | Хохфильцен | Хохфильцен | Хохфильцен | Оберхоф | Оберхоф | Оберхоф | Нове-Место | Нове-Место | Нове-Место | Антхольц | Антхольц | Антхольц | Хольменколлен | Хольменколлен | Хольменколлен | Контиолахти | Контиолахти | Контиолахти | ЧМ Рупольдинг | ЧМ Рупольдинг | ЧМ Рупольдинг | ЧМ Рупольдинг | ЧМ Рупольдинг | ЧМ Рупольдинг | Ханты-Мансийск | Ханты-Мансийск | Ханты-Мансийск |
| Очков           | Место           | Инд       | Спр       | Пр        | Спр        | Пр         | Эст        | Спр        | Пр         | См         | Эст     | Спр     | МС      | Инд        | Спр        | Пр         | Спр      | МС       | Эст      | Спр           | Пр            | МС            | Спр         | Пр          | См          | См            | Спр           | Пр            | Инд           | Эст           | МС            | Спр            | Пр             | МС             |
| 184             | 38              | —         | —         | —         | —          | —          | —          | —          | —          | —          | —       | —       | —       | 6          | 6          | 16         | 24       | —        | 3        | 39            | 32            | —             | —           | —           | —           | —             | —             | —             | —             | —             | —             | 18             | 28             | 22             |

| 2010/2011 Итоги | 2010/2011 Итоги | Эстерсунд | Эстерсунд | Эстерсунд | Хохфильцен | Хохфильцен | Хохфильцен | Поклюка | Поклюка | Поклюка | Оберхоф | Оберхоф | Оберхоф | Рупольдинг | Рупольдинг | Рупольдинг | Антхольц | Антхольц | Антхольц | Преск-Айл | Преск-Айл | Преск-Айл | Форт-Кент | Форт-Кент | Форт-Кент | ЧМ Ханты-Мансийск | ЧМ Ханты-Мансийск | ЧМ Ханты-Мансийск | ЧМ Ханты-Мансийск | ЧМ Ханты-Мансийск | ЧМ Ханты-Мансийск | Хольменколлен | Хольменколлен | Хольменколлен |
| Очков           | Место           | Инд       | Спр       | Пр        | Спр        | Эст        | Пр         | Инд     | Спр     | См      | Эст     | Спр     | МС      | Инд        | Спр        | Пр         | Спр      | Эст      | МС       | Спр       | См        | Пр        | Спр       | Пр        | МС        | См                | Спр               | Пр                | Инд               | МС                | Эст               | Спр           | Пр            | МС            |
| 132             | 44              | —         | —         | —         | —          | —          | —          | —       | —       | —       | —       | —       | —       | —          | —          | —          | —        | —        | —        | 39        | —         | 14        | 19        | 9         | 15        | —                 | —                 | —                 | —                 | —                 | —                 | 37            | 22            | —             |

## Статистика стрельбы
| Сезон          | 2010/2011 | 2011/2012 | 2012/2013 | 2013/2014 | 2014/2015 | 2016/2017 |
| -------------- | --------- | --------- | --------- | --------- | --------- | --------- |
| Положение лежа | 81 %      | 85 %      | −         | −         | 89 %      | 91 %      |
| Положение стоя | 80 %      | 81 %      | −         | −         | 82 %      | 82 %      |
| Общая точность | 80,9 %    | 83,7 %    | 88,3 %    | 81,4 %    | 85 %      | 86 %      |

### Итоговое положение в зачёте индивидуальных дисциплин
| Индивидуальная гонка   | − (0)    | 24 (38)  | 10 (84)  | 0 (0)   | 17 (58)  | 20 (54)  |  |  |  |
| Спринт                 | 59 (28)  | 37 (80)  | 34 (78)  | 0 (0)   | 20 (163) | 50 (44)  |  |  |  |
| Преследование          | 28 (78)  | 42 (47)  | 10 (84)  | 51 (20) | 10 (190) | 47 (49)  |  |  |  |
| Масс-старт             | 38 (26)  | 43 (19)  | 20 (94)  | − (0)   | 11 (133) | − (0)    |  |  |  |
|                        |          |          |          |         |          |          |  |  |  |
| Общий зачёт Кубка мира | 44 (132) | 38 (184) | 22 (402) | 83 (20) | 13 (544) | 46 (147) |  |  |  |